# Смит, Ричард (гитарист)
Ри́чард Смит (англ. Richard Smith; род. 12 декабря 1971, Бекенхем, Великобритания) ― английский гитарист-виртуоз. Наиболее известен своей блестящей обработкой для гитары рэгтайма "The Entertainer" Скотта Джоплина.

## Биография
Ричард Смит родился 12 декабря 1971 года в городе Бекенхеме в Великобритании. Он впервые взял в руки гитару, когда ему было пять лет, после того, как услышал, как его отец играет версию «Down South Blues» Аткинса и Трэвиса. Он умолял своего отца, давнего поклонника Аткинса, познакомить его со стилем Фингерстайл.
Вскоре Ричард стал проявлять большие способности к игре на гитаре. В одиннадцатилетнем возрасте он уже выступал в лондонском театре вместе с Четом Аткинсом. На него также оказал влияние гитарист Биг Джим Салливан, и он некоторое время изучал джаз-гитару с Шейном Хиллом в школе Уорлингем, Суррей .
Он создал свое трио гитаристов вместе со своими братьями Робом и Сэмом. Затем Ричард женился на американской виолончелистке Джули Адамс и переехал в Нэшвилл, штат Теннесси, в 1999 году. Он основал группу «Hot Club» в Нэшвилле, а также джем-группу, в которую входили Джон Йоргенсон, Пэт Берджесон, Брайан Саттон и Стюарт Дункан, музыка которой сочетает в себе цыганский джаз и западный свинг . Смит выступает сольно и в дуэте со своей женой. 
Играет в дуэте с Томми Эммануэль.
В июле 2018 года он исполнил на гитаре свою обработку очень популярного рэгтайма американского композитора Скотта Джоплина - "The Entertainer", а также свои обработки рэгтаймов "Pineapple Rag" и "Maple Leaf Rag" того же композитора.
Его репертуар включает кантри, блюграсс, блюз, рэгтайм, фолк, джаз, рэгтайм, поп и классическую музыку.

## Награды
Смит выиграл национальный чемпионат по гитаре Fingerstyle на фестивале Walnut Valley в Уинфилде, в штате Канзас, в 2001 году. Национальный зал славы сборщиков ударов назвал его Thumbpicker of the Year в 2008 году и ввел его в Зал славы в 2009 году. Он получил премию «Золотой Thumbpick» от Ассоциации гитаристов Fingerstyle.

## Приспособления
Смит играет на фирменном инструменте, сделанном мастером Кирком Сандом из Калифорнии. Это акустическая электрическая гитара с нейлоновыми струнами. Смит также использует: модели стальных струн гитары Stonebridge, немецкие усилители AER для своих гитар, струны D'Addario и аксессуары.